# Římskokatolická farnost Smečno
Římskokatolická farnost Smečno je jedno z územních společenství římských katolíků v kladenském vikariátu s farním kostelem Nejsvětější Trojice.

## Dějiny farnosti
V roce 1352 je ve Smečně plebánie, roku 1570 byla zdejší farnost obnovena, roku 1602 byla povýšena na děkanství, od 1. července 1994 je farností. Matriky jsou zde vedeny od roku 1622.
Starší názvy obce jsou Arx Smečna cum oppido Muncifai; Smetschna; Smečna

## Kostely farnosti
| Kostel                    | Místo             | Bohoslužba                                                                           |
| ------------------------- | ----------------- | ------------------------------------------------------------------------------------ |
| Všech svatých             | Malíkovice        | so 18:00 pouze 3. sobotu v měsíci (letní čas), pouť 1.11.                            |
| sv. Jakuba Staršího       | Řisuty            | poutní kolem 25.7.                                                                   |
| Nalezení těla sv. Štěpána | Pchery            | so 18:00 pouze 2. sobotu v měsíci, pouť 3.8.                                         |
| Všech svatých             | Knovíz            | so 14:30 pouze 1. sobota v měsíci, pouť 1.11.                                        |
| sv. Jakuba Staršího       | Želenice          | poutní kolem 25. 7.                                                                  |
| Nejsvětější Trojice       | Smečno            | ne 10:30, po 18:00/16:00 - léto/zima, út 7:00 (celý rok), pá 18:00 (v letním období) |
| sv. Anny, zámek           | Smečno            | so 9:00 nejblíž k datu sv. Anny (tj. 26. 7.), pá 16:00 (v zimní sezóně)              |
| sv. Jana Křtitele         | Ledce             | poutní kolem 24. 6., poděkování 29. 8.                                               |
| sv. Petra a Pavla         | Přelíc            | poutní kolem 29. 6.                                                                  |
| sv. Václava               | Stochov           | ne 8:00 lichý čtvrtek 18:00 (léto), 16:00 (zima, kaple - fara)                       |
| sv. Havla                 | Tuchlovice        | ne 9:15 sudý čtvrtek 18:00 (léto), 16:00 (zima)                                      |
| Jména Panny Marie         | Kamenné Žehrovice | so 9:00 FATIMSKÉ SOBOTY pouze první v měsíci, pouť 12.9.                             |

## Osoby ve farnosti
- Karel Kunzl, administrátor – zemřel 30. září 2016
- P. Martin Duchoslav - administrátor odešel k 1.11. 2018
- R.D. JCLic. Mgr. Mikuláš Uličný, MBA - administrátor od 1. 7. 2019...